# Río Guadalmez
Río Guadalmez är ett vattendrag i Spanien. Det ligger i den centrala delen av landet, 220 km sydväst om huvudstaden Madrid.